# Johannes Baptist Hubert Theunissen
Johannes Baptist Hubert Theunissen (Schimmert, 3 ottobre 1905 – Schimmert, 9 aprile 1979) è stato un arcivescovo cattolico olandese.

## Biografia
Johannes Baptist Hubert Theunissen nacque a Schimmert, frazione di Nuth, il 3 ottobre 1905.

### Formazione e ministero sacerdotale
Il 15 agosto 1924 entrò nella Compagnia di Maria. Il 1º dicembre 1929 fu ordinato presbitero. Nel 1937 partì per il Mozambico come missionario. Durante la seconda guerra mondiale fu provinciale dei monfortani nei Paesi Bassi.

### Ministero episcopale
Il 25 dicembre 1949 papa Pio XII lo nominò vicario apostolico dello Shiré e vescovo titolare di Giufi. Ricevette l'ordinazione episcopale il 25 marzo successivo nella chiesa di San Remigio a Schimmert dal vescovo di Roermond Josephus Hubertus Gulielmus Lemmens, co-consacranti il vescovo di Haarlem Johannes Petrus Huibers e quello di 's-Hertogenbosch Willem Pieter Adriaan Maria Mutsaerts.
Il 15 maggio 1952 la circoscrizione cedette una porzione del suo territorio a vantaggio dell'erezione del vicariato apostolico di Zomba (oggi diocesi) e contestualmente, in forza del decreto Cum in Nyassaland di Propaganda Fide, cambiò il proprio nome in vicariato apostolico di Blantyre.
Il 25 aprile 1959 papa Giovanni XXIII elevò il vicariato apostolico al rango di arcidiocesi metropolitana con la bolla Cum christiana fides.
Partecipò al Concilio Vaticano II.
Dal 1966 al 1967 fu presidente della Conferenza episcopale del Malawi.
Il 14 ottobre 1967 papa Paolo VI accettò la sua rinuncia al governo pastorale dell'arcidiocesi per motivi di salute e lo nominò arcivescovo titolare di Bavagaliana. Lo stesso giorno il pontefice lo nominò amministratore apostolico del vicariato apostolico d'Islanda, vacante per la rinuncia di monsignor Johánnes Gunnarsson. Terminò quest'ultimo incarico il 19 dicembre 1968 con l'ingresso del vescovo Hendrik Hubert Frehen. Lo stesso giorno papa Paolo VI lo nominò arcivescovo titolare di Skálholt. Tornò nella diocesi di Roermond e nel 1975 divenne vicario episcopale per l'opera missionaria.
Morì a Schimmert il 9 aprile 1979 all'età di 73 anni, dopo una breve malattia.

## Genealogia episcopale e successione apostolica
La genealogia episcopale è:
- Cardinale Scipione Rebiba
- Cardinale Giulio Antonio Santori
- Cardinale Girolamo Bernerio, O.P.
- Arcivescovo Galeazzo Sanvitale
- Cardinale Ludovico Ludovisi
- Cardinale Luigi Caetani
- Cardinale Ulderico Carpegna
- Cardinale Paluzzo Paluzzi Altieri degli Albertoni
- Papa Benedetto XIII
- Papa Benedetto XIV
- Papa Clemente XIII
- Cardinale Bernardino Giraud
- Cardinale Alessandro Mattei
- Cardinale Pietro Francesco Galleffi
- Cardinale Giacomo Filippo Fransoni
- Cardinale Carlo Sacconi
- Cardinale Edward Henry Howard
- Cardinale Mariano Rampolla del Tindaro
- Cardinale Rafael Merry del Val
- Cardinale Andreas Frühwirth, O.P.
- Arcivescovo Lorenzo Schioppa
- Arcivescovo Johannes Henricus Gerardus Jansen
- Vescovo Josephus Hubertus Gulielmus Lemmens
- Arcivescovo Johannes Baptist Hubert Theunissen, S.M.M.

La successione apostolica è:
- Vescovo Lawrence Pullen Hardman, S.M.M. (1952)
- Vescovo Lambertus van Kessel, S.M.M. (1961)
- Arcivescovo James Chiona (1965)
- Vescovo Eugen Joseph Frans Vroemen, S.M.M. (1965)
- Vescovo Hendrik Hubert Frehen, S.M.M. (1968)